# Amanda Denis
Amanda Denis Henriksson (3 de enero del 2001 en Málaga, España) es una modelo española y la ganadora de Elite Model Look España 2016.

## Biografía
Amanda Denis Henriksson, nacida el 3 de enero del 2001 en Málaga, España. 

### Elite Model Look España 2016
Con apenas 15 años de edad, participó en el casting Elite Model Look España 2016, organizado por la agencia Elite Barcelona en su natal Málaga. Logró ser seleccionada para formar parte de los finalistas de la gran final nacional. El pasado 4 de agosto del 2016, cuando se tuvo lugar la final, resultó ser la ganadora junto a su compatriota Adrián Calabria.

### Elite Model Look Internacional 2016
Amanda y su compatriota representaron a España en el Elite Model Look Internacional 2016, realizado en la ciudad de Lisboa, Portugal el 23 de noviembre de 2016. Ninguno de ellos pudo clasificarse en la ronda de los 15 Finalistas. Ganaron dicho certamen Jana Tvrdíková de República Checa y Davidson Obennebo de Nigeria.

## Carrera Como Modelo
Después de haber participado sin éÉxito en la Final en Lisboa. A inicios del 2017, firmó un contrato con su Agencia Madre Elite Barcelona, dondefue  portada de lsa revists Herdes Magazine y Vogue España.
| Predecesor: María Almenta | Elite Model Look España 2016 | Sucesor: Cesca Valls |